# Maarke-Kerkem
Maarke-Kerkem is een deelgemeente van de gemeente Maarkedal in de Belgische provincie Oost-Vlaanderen, het was een zelfstandige gemeente tot aan de gemeentelijke herindeling van 1977. De deelgemeente bestaat uit het dorp Maarke in het noorden, en het kleine Kerkem in het zuiden. De twee dorpen werden in 1820 tot één gemeente samengevoegd. In 1977 werd Maarke-Kerkem een deel van de fusiegemeente Maarkedal. In het dorp bevinden zich de Romansmolen en de Ter Borgtmolen.
Ten noorden van Maarke loopt de Maarkebeek. De dorpen liggen in het golvend landschap van de Vlaamse Ardennen.

## Demografische ontwikkeling
- Bronnen:NIS, Opm:1831 tot en met 1970=volkstellingen; 1976 = inwoneraantal op 31 december

## Galerij

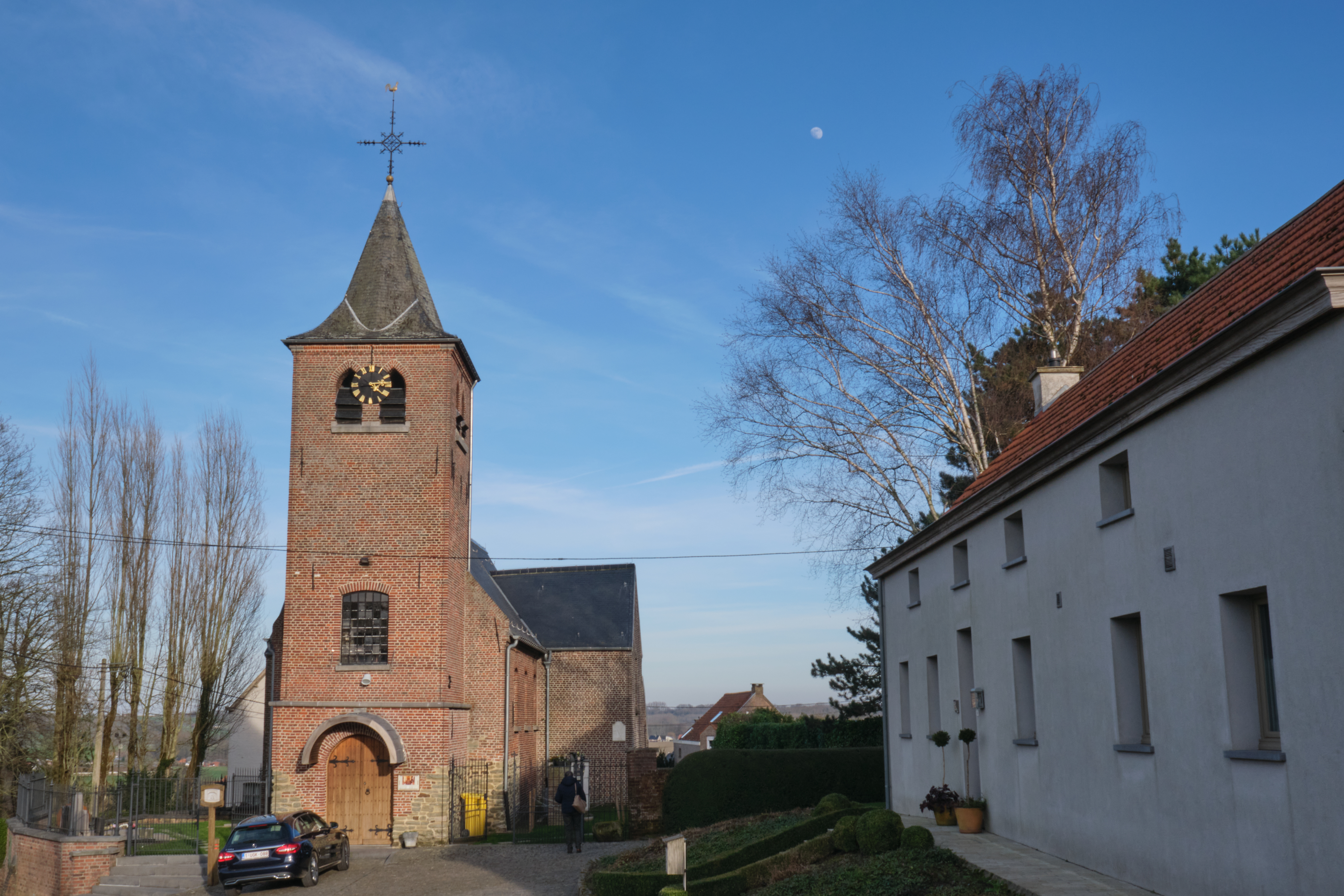
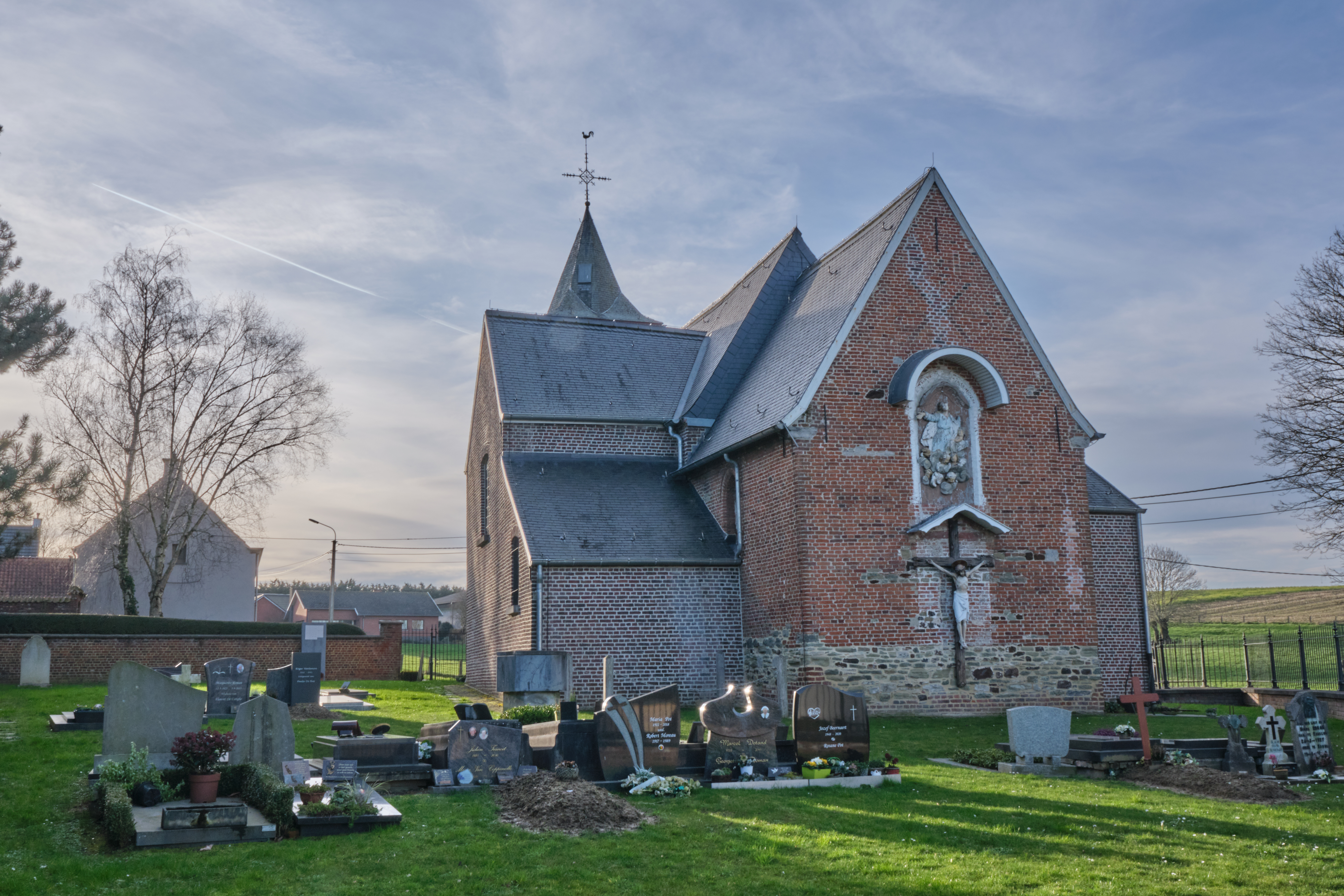
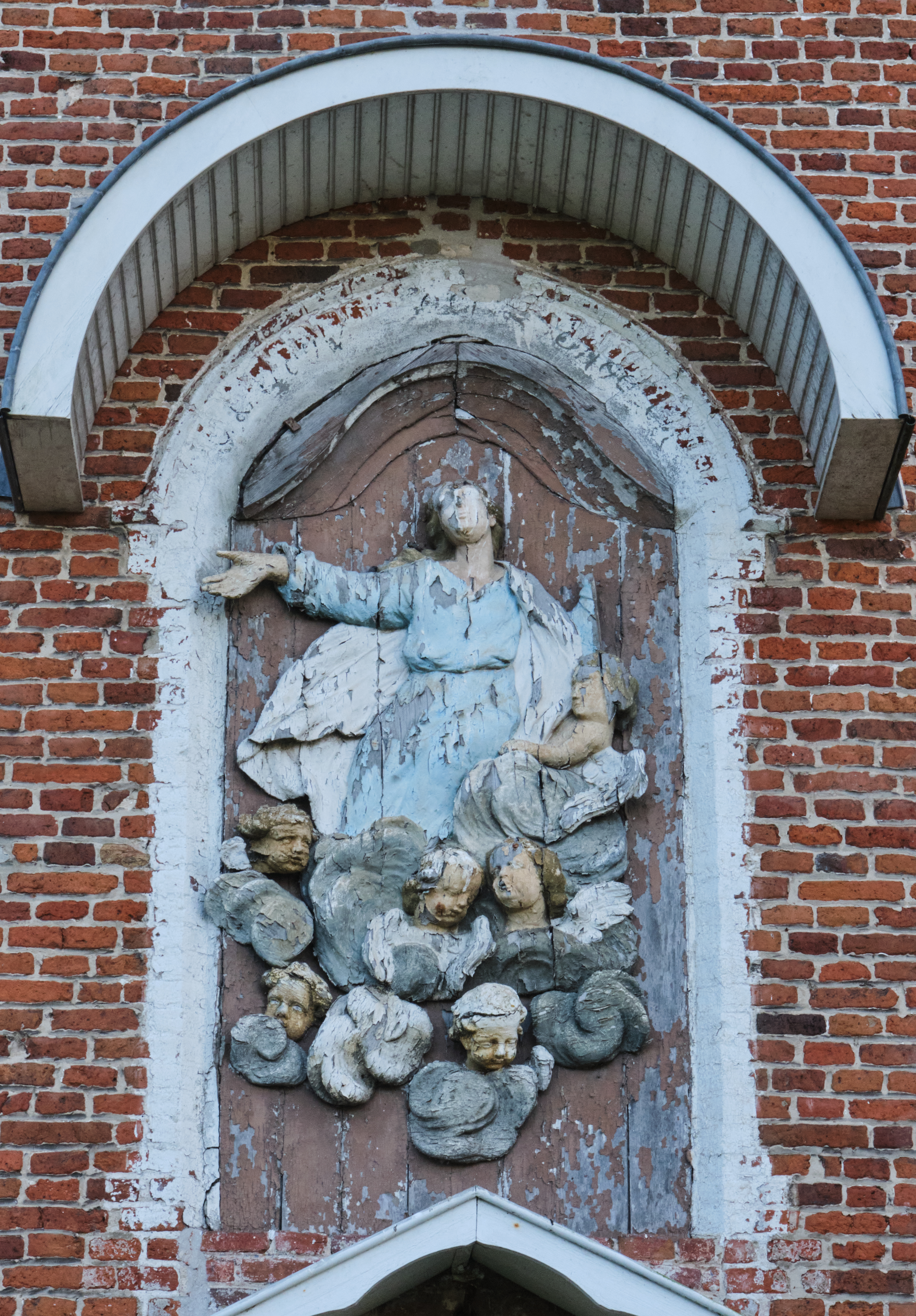

## Geboren
- Monique Goeffers (1940), atlete

## Trivia
De bijnaam van de inwoners is grasbuiken.
Deelgemeente: Etikhove · Maarke-Kerkem · Nukerke · Schorisse

Overige dorpen en gehuchten: Kerkem · Koekamer · Louise-Marie · Maarke

Belgische gemeenten · Arrondissement Oudenaarde · Oost-Vlaanderen · Vlaanderen